# Fredonia (Arizona)
Pour les articles homonymes, voir Fredonia.
Fredonia est une ville du comté de Coconino dans l'état d'Arizona aux États-Unis.
Sa population était de 1 314 habitants en 2010.
À proximité se trouve le Pipe Spring National Monument.

## Démographie
| 1960 | 1970 | 1980  | 1990  | 2000  | 2010  |
| ---- | ---- | ----- | ----- | ----- | ----- |
| 643  | 798  | 1 040 | 1 207 | 1 036 | 1 314 |